# زوائد مفصلی
زوائد مفصلی (به انگلیسی: Articular processes) همانند زوائد عرضی از تلاقی تیغه و پایه قوس مهره‌ای ایجاد می‌شوند. هر مهره دارای چهار زائده مفصلی به صورت زیر است:
- دو زایده مفصلی فوقانی [۱] جهت اتصال به مهره بالایی
- دو زایده مفصلی تحتانی [۲] جهت اتصال به مهره پایینی

به هر یک از مفاصل فوق، مفصل بین مهره‌ای پشتی یا فاست (Facet joint) می‌گویند. مفصل فاست، یک مفصل سینوویال است که دارای غضروف مفصلی، پرده سینوویال و رباط‌های مفصلی است. حرکات ستون فقرات در هماهنگی با مفاصل بین مهره‌ای پشتی (مفاصل فاست) و جلویی (مفاصل مربوط به دیسک‌های بین مهره‌ای) انجام می‌گیرد. بنابراین اختلال در حرکات مفاصل پشتی باعث بروز مشکلاتی در حرکات دیسک بین مهره‌ای می‌گردد و عکس آن نیز صادق است.

## نگارخانه

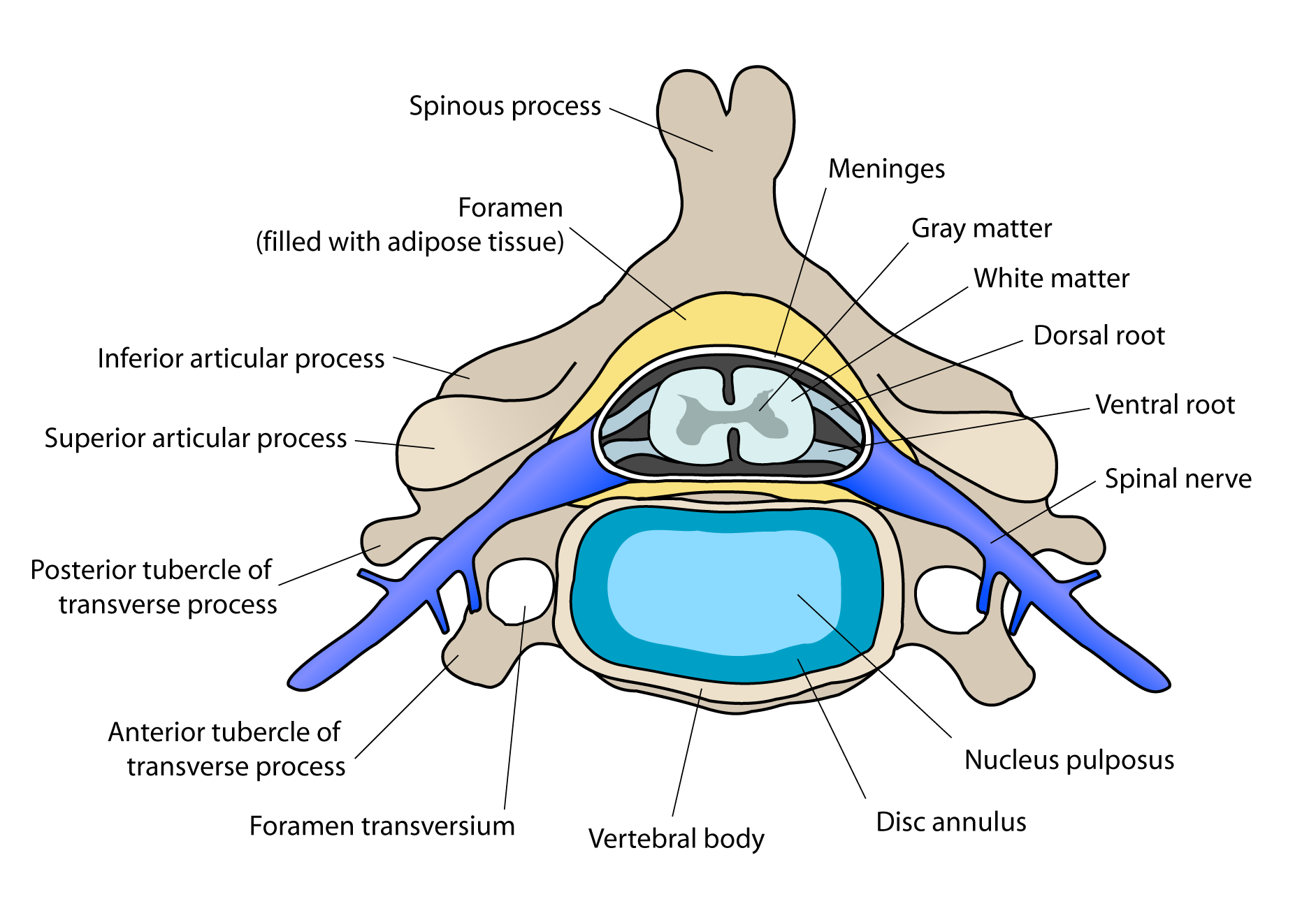
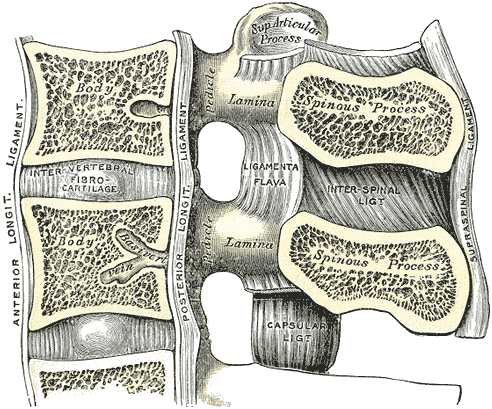